# Sterictopsis paratorna
Sterictopsis paratorna là một loài bướm đêm trong họ Geometridae.